# Henri Poincaré, l'œuvre scientifique, l'œuvre philosophique
Henri Poincaré, l'œuvre scientifique, l'œuvre philosophique est un recueil d'essais de 265 pages sur la vie et l'œuvre du mathématicien Henri Poincaré, édité en 1914 par la librairie Félix Alcan.

## Description
L'ouvrage contient une préface d'Émile Borel, quatre essais écrits par les mathématiciens Vito Volterra et Jacques Hadamard, le physicien Paul Langevin et le philosophe des sciences Pierre Boutroux, et enfin un curriculum vitæ d'Henri Poincaré en guise de postface,,,. Il est issu d'articles publiés dans La Revue du mois.

## Composition
- L’œuvre scientifique

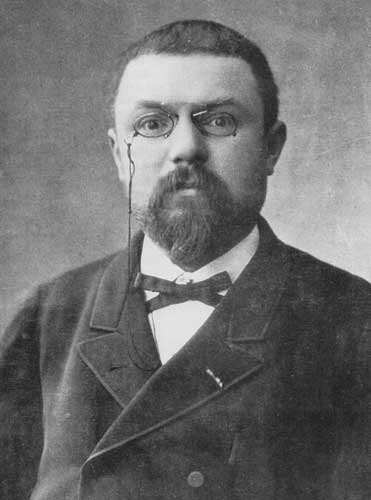
Henri Poincaré.

  - Henri Poincaré, L’œuvre mathématique, par Vito Volterra
  - Henri Poincaré, le Problème des trois corps, par Jacques Hadamard
  - Henri Poincaré, le physicien, par Paul Langevin
- L’œuvre philosophique
  - Henri Poincaré, l’œuvre philosophique, par Pierre Boutroux

## Ouvrage

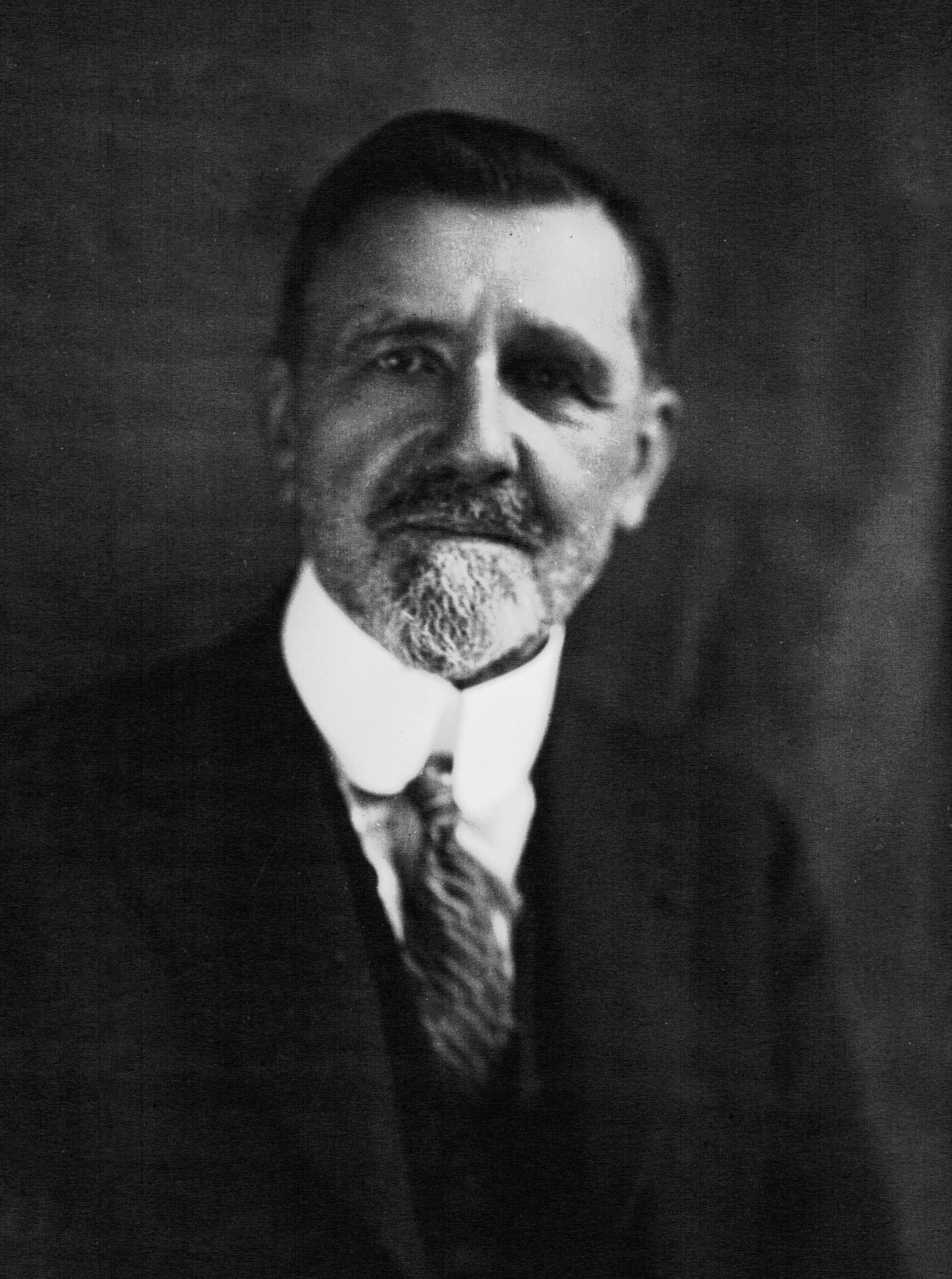
Émile Borel, en 1932.
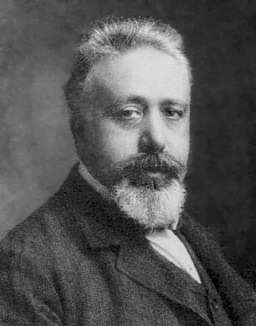
Henri Poincaré, l'œuvre scientifique, l'œuvre philosophique, par Vito Volterra, Jacques Hadamard, Paul Langevin et Pierre Boutroux, librairie Félix Alcan, Paris, 1914.
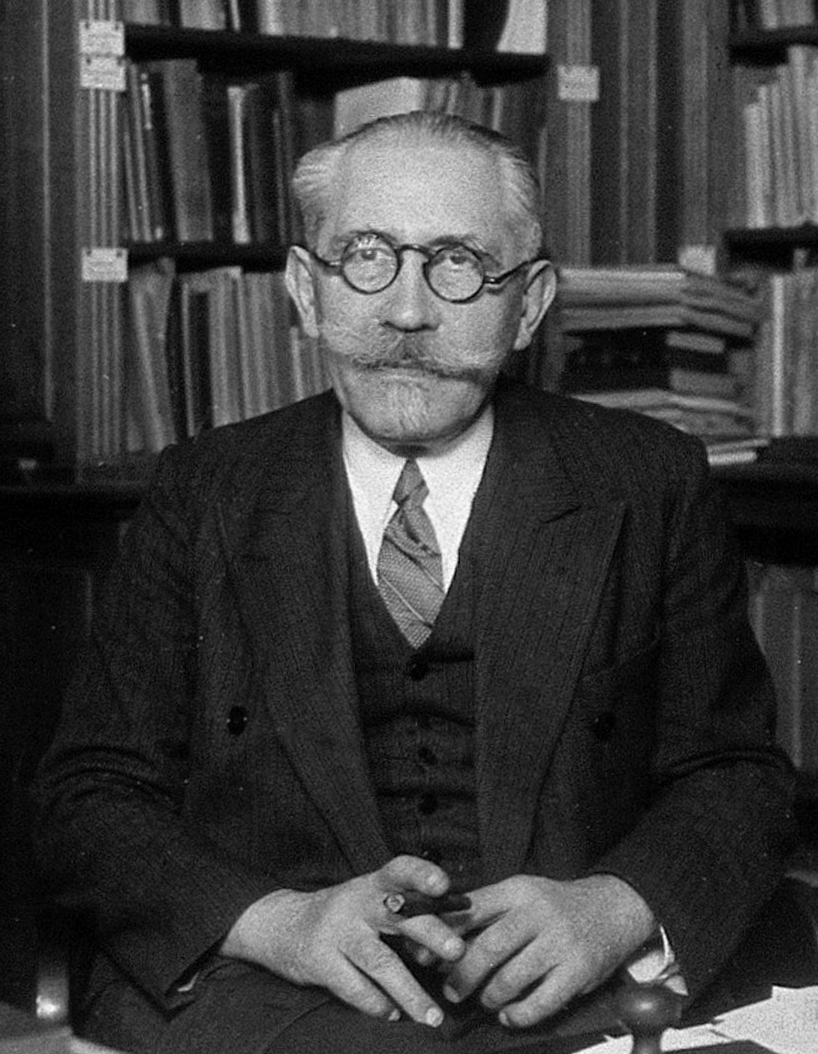
Paul Langevin.
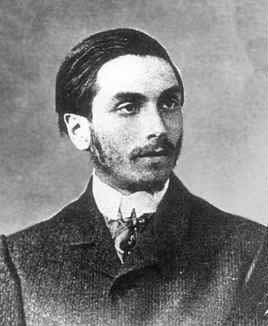
Pierre Boutroux, avant 1922.